# Mercadotecnia en salud
La mercadotecnia en salud, mercadotecnia sanitaria o mercadotecnia de servicios de salud es una especialización de la administración en salud y enfoque de la salud pública que aplica principios y teorías de la mercadotecnia tradicional junto a las estrategias basadas en la ciencia de la prevención , promoción de la salud y la protección de la salud. La mercadotecnia  en salud es la técnica que permite que los avances en medicina y en servicios de salud, como los seguros de salud se hagan ampliamente conocidos por un mercado objetivo. Por ejemplo, en Kenia se promociona la circuncisión como una práctica saludable entre las comunidades que habitualmente no lo practican. Los médicos investigadores han documentado que la circuncisión es 65% efectiva en la prevención de la infección por VIH entre los hombres.

## Mezcla de mercadotecnia
Dado que la mezcla de mercadotecnia original de las 4 "P" demostró ser insuficiente con el desarrollo del sector salud, sector servicios y sectores sociales, la mezcla de mercadotecnia en salud se trabaja sobre la base de las 7 "P" de la mercadotecnia de servicios:
- Producto: Se refiere al servicio de salud promovido tales como una vacuna o un procedimiento quirúrgico.
- Plaza: Se refiere a la forma de acceso al servicio de salud.
- Promoción: Se refiere a la creación de conciencia o al cambio de actitud frente a un hábito no saludable, como la prevención de una enfermedad, el uso de preservativos o el dejar de fumar. De esta manera, se crea la demanda del servicio o campaña social.
- Precio: Se refiere al coste del servicio de salud, por ejemplo, dinero, tiempo, reputación, etcétera.
- Personas: Se refiere a la imagen, comportamientos y actitudes del personal asistencial responsable del servicio de salud.
- Procesos: Se refiere a los procedimientos, mecanismos y rutinas necesarios para producir el servicio de salud.
- Presentación: Se refiere a la evidencia física del servicio de salud, tales como la arquitectura del hospital, el diseño del uniforme del personal asistencial

## Ciencias relacionadas
La "mercadotecnia en salud" es un término poco utilizado en la salud pública y disciplinas afines. La "mercadotecnia social" o la "comunicación integrada de mercadotecnia" son términos que se utilizan con más frecuencia en la salud pública y otras disciplinas para referirse a los modelos de mercadotecnia basados en las comunicaciones de salud pública.

## Marketing médico en el sector privado
El marketing médico es una rama especializada del marketing. El marketing médico nació de la necesidad para los profesionales de la salud en el sector privado de atraer nuevos pacientes, las características de este mercado de la salud hacen de éste un estilo único del marketing. El marketing médico suele ser dirigido al consumidor final. Los doctores que utilizan este tipo de marketing generalmente ofrecen servicios relacionados con la belleza como la medicina estética, la cirugía plástica, la  odontología o la dermatología.

### Regulaciones.
En muchos países está prohibido realizar publicidades sobre intervenciones médicas, especialmente en la industria estética o la cirugía plástica. Mostrar fotos "antes y después" o hacer referencias al tipo de cuerpo de una persona está considerado como dañino por la opinión pública. 
La solución para los profesionales de la salud en el sector privado o para una agencia de marketing médico es Instagram, ya que hoy en día esta plataforma no tiene ninguna regulación al respecto y es al momento la red social de mayor crecimiento en el mundo, lo que representa una oportunidad para los doctores de ganar pacientes ofreciendo sus servicios de medicina estética o cirugía plástica.